# Pierpaolo Turetta
Pierpaolo Turetta (Este, 1964) è un organista italiano.

## Biografia

### Formazione e studi
Turetta ha studiato organo con Giancarlo Parodi presso il Conservatorio Francesco Antonio Bonporti di Trento, diplomandosi nel 1985. Ha proseguito gli studi di pianoforte con Andrea Di Renzo alla Scuola Civica di Milano e di composizione con Fabio Vacchi al Conservatorio Arrigo Pedrollo di Vicenza. Nel 1993, ha ottenuto il Premier Prix de Virtuosité avec distinction presso la Haute École de Musique di Ginevra, sotto la guida di Lionel Rogg. Per la sua interpretazione delle Variazioni su un recitativo op. 40 di Arnold Schoenberg, ha ricevuto il Prix Spécial Otto Barblan.

### Carriera concertistica
Nel 2002, Turetta ha vinto il Concours International Suisse de l'Orgue a Bienne con la sua esecuzione della Symphonische Fantasie und Fuge op. 57 di Max Reger. Ha ottenuto riconoscimenti in concorsi internazionali, tra cui il Karl Richter International Organ Competition a Berlino e il T.I.M. di Roma. Il suo repertorio include opere di Johann Sebastian Bach, Robert Schumann, Franz Liszt, César Franck e Olivier Messiaen. Dal 2009, ha eseguito l'opera integrale per organo di Bach in undici concerti, quella di Franck in tre concerti e quella di Messiaen in sette concerti a Lubiana, registrata dalla RTV Slovenija. Ha tenuto concerti in Svizzera, Germania, Austria, Francia, Slovenia, Croazia e America del Sud. Nel corso della sua carriera, ha collaborato con importanti istituzioni musicali e ha partecipato a festival internazionali, tra cui il Festival Internazionale di Musica Organistica di Lubiana, il Festival di Musica Sacra di Venezia e il Festival Bach di Lipsia.
Turetta è docente di organo presso il Conservatorio Cesare Pollini di Padova. Ha tenuto masterclass su Franz Liszt a Greifswald e su Olivier Messiaen e Max Reger a Lubiana. 

## Riconoscimenti
- Premier Prix de Virtuosité avec distinction (1993) – Haute École de Musique di Ginevra, per la sua interpretazione delle Variazioni su un recitativo op. 40 di Arnold Schoenberg.
- Prix Spécial Otto Barblan (1993) – Riconoscimento speciale per la sua esecuzione delle Variazioni su un recitativo op. 40 di Arnold Schoenberg.
- Concours International Suisse de l'Orgue (2002) – Primo premio per la sua interpretazione della Symphonische Fantasie und Fuge op. 57 di Max Reger.
- Karl Richter International Organ Competition (2003) – Classificato terzo.
- T.I.M. di Roma – Riconoscimenti ottenuti in concorsi internazionali.